# 聖拉斐爾區 (貝亞維斯塔省)
7°01′25″S 76°27′54″W / 7.0236°S 76.4650°W
聖拉斐爾區（西班牙語：Distrito de San Rafael），是秘魯的一個區，位於該國中北部聖馬丁大區的貝亞維斯塔省，始建於1945年1月5日，面積98.3平方公里，海拔高度211米，2005年人口5,792，人口密度每平方公里59人。